# Ninia
Ninia is een geslacht van slangen uit de familie toornslangachtigen (Colubridae) en de onderfamilie Dipsadinae.

## Naam en indeling
De wetenschappelijke naam van de groep werd voor het eerst voorgesteld door Spencer Fullerton Baird en Charles Frédéric Girard in 1853. Er zijn elf soorten, inclusief de pas in 2017 beschreven soort Ninia teresitae. De slangen werden eerder aan andere geslachten toegekend, zoals Coluber en Streptophorus.

## Uiterlijke kenmerken
De lichaamslengte bedraagt ongeveer veertig tot 50 centimeter inclusief staart. De slangen hebben zeventien tot 21 rijen schubben op het midden van de rug, die sterk gekield zijn en voorzien van lengtegroeven. De nasaalschub kan zowel enkelvoudig of gepaard zijn, de subcaudaalschubben (aan de onderzijde van de staart) zijn gepaard. De lichaamskleur van een aantal soorten is geheel zwart, met een vlek aan de achterzijde van de kop en in de nek, deze kan zowel wit (Ninia hudsoni) of rood (Ninia atrata) zijn.

## Levenswijze
De slangen leven op of in de bodem in de strooisellaag en hebben een deels gravende levenswijze. Op het menu staan voornamelijk regenwormen, slakken en naaktslakken en andere kleine dieren zoals insecten en hun larven. De vrouwtjes zetten eeiren af.

## Verspreiding en habitat
De soorten komen voor in delen van Midden- en Zuid-Amerika en leven in de landen Mexico, Belize, Guatemala, Honduras, El Salvador, Nicaragua, Costa Rica, Panama, Colombia, Ecuador, Trinidad en Venezuela. De habitat bestaat uit tropische en subtropische bossen, zowel in laaglanden als bergstreken, en droge tropische en subtropische bossen. Ook in door de mens aangepaste streken zoals plantages, landelijke tuinen en weilanden kunnen de dieren worden aangetroffen.

## Beschermingsstatus
Door de internationale natuurbeschermingsorganisatie IUCN is aan tien soorten een beschermingsstatus toegewezen. Zeven soorten worden beschouwd als 'veilig' (Least Concern of LC), twee soorten als 'gevoelig' (Near Threatened of NT) en een als 'onzeker' (Data Deficient of DD)..

## Soorten
Het geslacht omvat de volgende soorten, met de auteur en het verspreidingsgebied.
| Naam              | Auteur                          | Verspreidingsgebied                                                             | Beschermingsstatus |
| ----------------- | ------------------------------- | ------------------------------------------------------------------------------- | ------------------ |
| Ninia atrata      | Hallowell, 1845                 | Panama, Colombia, Ecuador, Venezuela, Trinidad                                  |                    |
| Ninia celata      | McCranie & Wilson, 1995         | Costa Rica, Panama                                                              |                    |
| Ninia diademata   | Baird & Girard, 1853            | Mexico, Belize, Guatemala, Honduras, Guatemala                                  |                    |
| Ninia espinali    | McCranie & Wilson, 1995         | Honduras, El Salvador                                                           |                    |
| Ninia franciscoi  | Angarita-Sierra, 2014           | Trinidad                                                                        |                    |
| Ninia hudsoni     | Parker, 1940                    | Guyana, Ecuador, Peru, Brazilië, Colombia                                       |                    |
| Ninia maculata    | Peters, 1861                    | Guatemala, Honduras, Nicaragua, Costa Rica, Panama, mogelijk in El Salvador     |                    |
| Ninia pavimentata | Bocourt, 1883                   | Guatemala, Honduras                                                             |                    |
| Ninia psephota    | Cope, 1875                      | Panama, Costa Rica                                                              |                    |
| Ninia sebae       | Duméril, Bibron & Duméril, 1854 | Mexico, Belize, Guatemala, Honduras, El Salvador, Nicaragua, Costa Rica, Panama |                    |
| Ninia teresitae   | Angarita-Sierra & Lynch, 2017   | Colombia, Ecuador                                                               | Niet geëvalueerd   |